# Veribubo nitidifrons
Veribubo nitidifrons är en tvåvingeart som först beskrevs av Austen 1936.  Veribubo nitidifrons ingår i släktet Veribubo och familjen svävflugor.
Artens utbredningsområde är Pakistan. Inga underarter finns listade i Catalogue of Life.